# Charles de Villers
Cet article possède un paronyme, voir Charles Joseph Devillers.
Charles François Dominique de Villers, né à Boulay le 4 novembre 1765 et mort à Göttingen le 26 février 1815, est un écrivain et philosophe français. L'un des premiers comparatistes et médiateur infatigable, il a consacré sa vie à faire connaître en France les richesses de la pensée et de la culture allemandes. Il fut dans ce domaine un précurseur de Madame de Staël. Il fut membre correspondant de l'Institut de France, Professeur à l'université de Göttingen, Chevalier de l'ordre royal et militaire de Saint-Louis et de l'ordre royal de l'Étoile polaire de Suède.

## Biographie
Fils d'un receveur particulier des finances, il entra à neuf ans au collège des Bénédictins de Saint-Jacques de Metz, où il demeura jusqu'à l'âge de quinze ans. Aspirant en 1780, Charles Villers (dont le nom ne comporte pas encore de particule) fut admis l'année suivante, non sans difficulté, à l'école d'artillerie. Il devient élève de l'école d’application d’artillerie de Metz. Nommé second lieutenant au régiment de Toul le 1er septembre 1783, il partit pour Strasbourg, où il fut incorporé au régiment d'artillerie de Metz, Comme d'autres officiers de l'époque, tel le colonel d’artillerie Armand Marie Jacques de Chastenet de Puységur, il s'intéresse au magnétisme animal. Il commença à publier des essais. Pendant la Révolution il publia un écrit De la Liberté, où il défendait l'idée que celle-ci devait être réservée aux peuples vertueux et que la France n'était pas encore mûre pour en profiter. Cet écrit lui attira l'hostilité des Jacobins. En 1792, il émigra et servit quelques mois dans l'armée des princes, avant de s'établir en Allemagne où il resta jusqu'à sa mort. Il séjourne d'abord en Westphalie, puis s'inscrit en 1796 comme étudiant à l'université de Göttingen où il est en contact avec les professeurs les plus illustres. Il y fait la connaissance de Dorothea Schlözer, fille de l'historien August Ludwig Schlözer, première femme docteur en philosophie de cette université et épouse du Sénateur Matthäus von Rodde de Lübeck. C'est dans leur maison de Lübeck qu'il séjourne ensuite de 1797 à 1811 et collabore au journal Le Spectateur du Nord, fondé par Amable de Baudus et imprimé à Hambourg, avec d'autres émigrés français. Il publie en 1801 son grand ouvrage Philosophie de Kant qui suscite des critiques diverses en France et est sollicité par Napoléon pour produire un exposé sur cette philosophie.
Dans Philosophie de Kant ou principes fondamentaux de la philosophie transcendentale, il compare dans la préface la culture française, présentée comme brillante et légère, à la culture allemande, décrite comme plus grave et plus scientifique. En octobre 1803, il rencontra à Metz Mme de Staël, avec laquelle il entretenait déjà une correspondance amicale, et qu'il influença durablement dans ses études sur la littérature germanique. En 1804, son Essai sur la Réformation de Luther lui valut de se voir décerner un prix par l'Institut. Il fit également paraître une Érotique comparée, ou Essai sur la manière essentiellement différente dont les poètes français et allemands traitent l'amour en 1807 et un Coup d'œil sur l'état actuel de la littérature ancienne et de l'histoire en Allemagne en 1809.
Mais sa sympathie pour l'Allemagne ne se bornait pas à la littérature ; il défendit constamment les intérêts du pays qui lui avait donné asile, qu'il s'agisse de la liberté des villes hanséatiques ou de l'existence des universités menacées de disparition par Napoléon. Lorsque les troupes françaises occupèrent et pillèrent sauvagement Lübeck, il n'hésita pas à écrire une Lettre à Fanny de Beauharnais pour dénoncer ces exactions. Cette Lettre et son courageux engagement en faveur des villes hanséatiques  lui attira l'hostilité du maréchal Davout qui le fit chasser de Lübeck.
Villers devient alors professeur de littérature française à l'université de Göttingen et sociétaire de l'Académie royale des sciences de cette ville. C'est d'ailleurs en partie grâce à lui et à son Coup d'œil sur les universités et le mode d'instruction publique de l'Allemagne protestante, en particulier du royaume de Westphalie, écrit en 1808, que l'université de Göttingen a pu éviter d'être supprimée. Il est à cette époque en contact avec la cour du roi Jérôme, frère de Napoléon, à Cassel et fréquente à Göttingen Benjamin Constant qui est devenu son ami. Malheureusement Villers devient de nouveau victime de son engagement et des circonstances historiques. Après le départ des Français il est destitué de son poste de professeur en 1814. Alors qu'il a travaillé toute sa vie à un rapprochement des cultures française et allemande, il se voit rejeté successivement par l'un et l'autre pays. Malgré les efforts de ses amis haut-placés, il ne retrouvera pas sa position et meurt des suites d'une attaque cérébrale le 26 février 1815, pleuré et regretté par ses amis et ses étudiants.
Villers a entretenu toute sa vie des contacts et une correspondance avec les hommes les plus illustres de son temps. En Allemagne il admirait tout particulièrement Jacobi, Jean Paul et Goethe.
L'influence de Villers sur Madame de Staël, rencontrée à Metz en 1803, et avec qui il resta en contact jusqu'à sa mort, et sur l'ouvrage de cette dernière De l'Allemagne est indéniable. Il en écrira la Préface pour l'édition de 1814. Son Érotique comparée de 1806 fait de lui un des premiers comparatistes et un précurseur d'une littérature qui s'appuie sur des ressources médiévales et nationales, annonçant par là le romantisme.

## Œuvres
- Le Magnétiseur amoureux, 1787, réédition Vrin, Paris, 2006.
- De la Liberté : son tableau et sa définition ; ce qu'elle est dans la société ; moyens de l'y conserver, 1791 (lire en ligne).
- Lettres Westphaliennes, 1797.
- Notice littéraire sur M. Kant et sur l'état de la métaphysique en Allemagne au moment où ce philosophe a commencé d'y faire sensation (1798)
- Idée de ce que pourrait être une histoire universelle dans les vues d'un citoyen du monde, 1798.
- Critique de la raison pure, 1799. Résumé de l'œuvre de Kant.
- Philosophie de Kant, ou Principes fondamentaux de la philosophie transcendentale, 1801.
- Lettre de Charles Villers à Georges Cuvier sur une nouvelle théorie du cerveau, par le Dr Gall, ce viscère étant considéré comme l'organe immédiat des facultés morales, 1802.
- Esquisse de l'histoire de l'Église, depuis son fondateur jusqu'à la réformation, pour servir d'Appendice à l'Essai sur l'esprit et l'influence de la réformation de Luther, 1804.
- Essai sur l'esprit et l'influence de la réformation de Luther, ouvrage qui a remporté le prix sur cette question proposée dans la séance publique du 15 germinal an X, par l'Institut national de France : Quelle a été l'influence de la réformation de Luther sur la situation politique des différens États de l'Europe, et sur le progrès des lumières ?, 1804.
- Lettre à Mme la comtesse Fanny de Beauharnais, contenant un récit des événements qui se sont passés à Lübeck dans les journées du jeudi 6 novembre 1806 et les suivantes, 1807.
- Coup d'œil sur les universités et le mode d'instruction publique de l'Allemagne protestante, en particulier du royaume de Westphalie, 1808.
- Constitutions des trois villes libres-anséatiques, Lubeck, Bremen et Hambourg. Avec un mémoire sur le rang que doivent occuper ces villes dans l'organisation commerciale de l'Europe, 1814.
- Précis historique sur la présentation de la Confession d'Augsbourg à l'empereur Charles-Quint, par plusieurs princes, états et villes d'Allemagne, ouvrage posthume de Mr Charles de Villers, suivi du texte de la Confession d'Augsbourg. Nouvelle traduction française, accompagnée de notes, 1817.

## Littérature
Charles de Villers apparait dans un roman d'Anne Villemin Sicherman 1803 la nuit de la sage-femme (2023)